# Morne Rouge (Santa Lucía)
Morne Rouge es una localidad de Santa Lucía, que forma parte del distrito de Castries.

## Toponimia
La localidad también es conocida por el nombre de Morne Rouge/Marc.